# Omer Atzili
Omer Atzili (em hebraico:  עומר אצילי, Holon, 27 de julho de 1993) é um futebolista israelense que atua como meia-ofensivo ou extremo. Atualmente joga pelo Maccabi Haifa e pela Seleção Israel.

## Carrera en clubes
Omer Atzili começou a carreira no Maccabi Tel Aviv. Depois, passou pelo Hapoel Rishon LeZion. Em 2013, jogou no Beitar Jerusalem.
Foi vendido ao Granada na La Liga em agosto de 2016, por 750 mil euros.